# Fonte do Pelicano
A Fonte do Pelicano, localiza-se no centro da Praça do Município em Braga.
A fonte de estilo maneirista-joanina é da autoria do escultor Marceliano de Araújo.
Originalmente encontrava-se nos jardins do Paço Arquiepiscopal Bracarense. Mais tarde esteve vários anos no Parque da Ponte, até ser mudada para a localização actual no tempo da presidência da Câmara de Viriato Nunes a 30 de novembro de 1967.
A fonte é composta por cinco taças dispostas ao centro por uma taça mais elevada relativamente às restantes e ladeada por outras quatro taças mais pequenas, as quais são rematadas por um grupo escultórico e inseridas num tanque quadrilobado, que assenta numa base circular formando dois degraus, sendo estes dois últimos elementos construídos já no século XX e são da autoria do arquiteto municipal Cortez Marques.
A simbologia é religiosa, ligada à Lenda do Pelicano.
Em 7 de outubro de 2021 foi classificada como monumento de interesse municipal, conforme edital publicado em Diário da República.